# Федорук, Сильвия Ольга
Си́львия О́льга Федору́к (англ. Sylvia Olga Fedoruk; 5 мая 1927, Канора, Саскачеван — 26 сентября 2012, Саскатун, Саскачеван) — канадский медицинский физик, специалист по радиотерапии. Ректор Саскачеванского университета, лейтенант-губернатор провинции Саскачеван. Кёрлингистка, чемпионка Канады среди женщин.

## Биография
Училась в Саскачеванском университете.
Учёный в области медицинской физики (диагностика раковых заболеваний). Профессор онкологии, ассоциированный член-физик Университета Саскачевана.
С. Федорук — участник разработки первого в мире аппарата «Кобальт-60» и одного из первых ядерных медицинских сканеров. 15 лет была членом Канадского Совета по контролю атомной энергии, консультантом по ядерной медицине в международном агентстве по атомной энергии в Вене. 35 лет работала в Саскатунской раковой клинике (главным медицинским физиком). Член Саскачеванского ракового общества (директор физической службы).
Доктор С. Федорук — ректор Саскачеванского университета (1986—1991). В 1988—1994 — лейтенант-губернатор провинции Саскачеван. С. Федорук — кавалер Ордена Канады (1987), член Канадского зала медицинской славы (2009) и почётный доктор Виндзорского университета (1986), Университета Реджайны (1991) и Саскачеванского университета (2006).
С 1986 года учреждена премия её имени в области медицинской физики «За лучшую научную статью». В этом же году С. Федорук названа «Женщиной года», награждена орденом «За заслуги» — высшей наградой провинции Саскачеван.

## Деятельность в кёрлинге
В 1961 в составе команды провинции Саскачеван выиграла первый женский Чемпионат Канады по кёрлингу, стала серебряным призёром на следующем чемпионате 1962, играла на позиции третьего, была членом кёрлинг-клуба Hub City CC (Саскатун). В 1971—1972 была президентом Канадской ассоциации женского кёрлинга (англ. Canadian Ladies Curling Association). В 1986 была введена в Зал славы канадского кёрлинга как организатор деятельности по развитию канадского кёрлинга (англ. builder).

### Достижения
- Чемпионат Канады по кёрлингу среди женщин: золото (1961), серебро (1962).

### Команды
| Сезон   | Четвёртый/Скип | Третий          | Второй           | Первый     | Турниры |
| ------- | -------------- | --------------- | ---------------- | ---------- | ------- |
| 1960—61 | Joyce McKee    | Сильвия Федорук | Barbara MacNevin | Rosa McFee | ЧК 1961 |
| 1961—62 | Joyce McKee    | Сильвия Федорук | Barbara MacNevin | Rosa McFee | ЧК 1962 |